# Fakija
Fakija (bułg. Факия) – wieś w Bułgarii, w obwodzie Burgas, w gminie Sredec. W 2023 roku liczyła 465 mieszkańców.